# Reginald Antony Hutton
Reginald Antony Hutton, britanski general, * 1899, † 1983.